# Domingo Fernández Veiguela
Domingo Fernández Veiguela fue un químico y sindicalista español de origen asturiano residente en Sevilla desde 1957.

## Biografía
Doctor en química en la  Universidad de Sevilla. En 1983 fue nombrado vicepresidente nacional de la Asociación de Profesores de Bachillerato. En 1986 fue primer presidente provincial del CSIF en Sevilla (1986-1987). Más tarde fue presidente de CSIF y posteriormente de CSI-CSIF en Andalucía entre 1987 y 1995. En 1995 fue elegido presidente nacional del CSI-CSIF (1995-2011). Falleció el 1 de diciembre del 2017. 